# Klemen Prepelič
Klemen Prepelič, né le 20 octobre 1992, à Maribor, en Slovénie, est un joueur slovène de basket-ball. Il évolue au poste d'arrière et est reconnu pour la qualité de son tir à trois points.

## Biographie
À l'été 2012, Prepelič participe au Championnat d'Europe des 20 ans et moins qui se déroule à domicile avec la Slovénie. L'équipe termine à la 7e place et Prepelič, deuxième meilleur passeur (derrière Klym Artamonov) et 5e meilleur marqueur, est sélectionné dans l'équipe-type de la compétition avec les Français Léo Westermann (MVP) et Rudy Gobert, l'Espagnol Dani Díez et le Lituanien Edgaras Ulanovas,.
En novembre 2014, Prepelič revient à l'Union Olimpija où il signe un contrat jusqu'à la fin de la saison avant de partir en septembre 2015 pour l'EWE Baskets Oldenburg, club allemand.
En juin 2016, il signe pour un an au Limoges CSP où il évolue sous les ordres de Duško Vujošević,.
En juillet 2018, Prepelič rejoint le champion d'Europe en titre, le Real Madrid. Il y signe un contrat d'une durée de deux ans.
Le 6 août 2019, il est prêté une saison du côté de la Joventut Badalona.
Prepelič est élu dans la meilleure équipe-type de la saison 2019-2020 en Liga ACB avec le MVP hispano-monténégrin Nikola Mirotić, l'Argentin Facundo Campazzo, le Français Axel Bouteille et le Géorgien Giorgi Shermadini. Il est aussi le meilleur marqueur de la saison.
En juillet 2020, Prepelič rejoint le club de Valence pour un contrat courant sur deux saisons.

## Palmarès

### Club
- Vainqueur de la Coupe de Slovénie en 2013 avec l'Union Olimpija.

### Sélection nationale
- Champion d'Europe en 2017.

### Distinctions personnelles
- Meilleur marqueur de Liga Endesa 2019-2020 avec 22,3 points par match.